# Distrito de Paks
El distrito de Paks (húngaro: Paksi járás) es un distrito húngaro perteneciente al condado de Tolna.
En 2013 su población era de 49 610 habitantes. Su capital es Paks.

## Municipios
El distrito tiene 2 ciudades (en negrita), un pueblo mayor (en cursiva) y 12 pueblos (población a 1 de enero de 2013):
- Bikács (466)
- Bölcske (2787)
- Dunaföldvár (8722)
- Dunaszentgyörgy (2555)
- Gerjen (1203)
- Györköny (992)
- Kajdacs (1262)
- Madocsa (1935)
- Nagydorog (2591)
- Németkér (1715)
- Paks (19 481) – la capital
- Pálfa (1572)
- Pusztahencse (955)
- Sárszentlőrinc (1078)
- Tengelic (2296)